# Mongoolse Hoogvlakte
De Mongoolse Hoogvlakte is een hoogvlakte die zich uitspreidt over ongeveer 2.600.000 km², vanaf het land Mongolië in het noorden tot de Chinese autonome regio Binnen-Mongolië in het zuiden. De hoogvlakte vormt onderdeel van de veel grotere Centraal-Aziatische Hoogvlakte en omvat de Gobi en een aantal droge steppegebieden daaromheen. De Mongoolse Hoogvlakte ligt op een gemiddelde hoogte van ongeveer 900 tot 1500 meter.

## Andere grote geografische elementen in westelijk China
- Tibetaans Hoogland, hoogvlakte
- Tarimbekken, endoreïsch bekken
- Taklamakan, woestijn
- Yunnan-Guizhouhoogvlakte, hoogvlakte
- Lob Nuur, een groep van kleine zoutmeren